# Монгольское квадратное письмо
Письмо Пагба-ламы (монг. дөрвөлжин үсэг, tulγur (dörbelǰin, pagba) bičig/üsüg, «квадратное письмо; письмо Пагбы»; тиб. ཧོར་ཡིག་གསར་པ་, hor yig gsar pa, «новое монгольское письмо»; кит. упр. 蒙古[新]字, пиньинь měnggǔ [xīn]zì, буквально: «[новое] монгольское письмо»; кит. упр. 八思巴字, пиньинь bāsībā zì, буквально: «письмо Пагбы»; кит. трад. 國字, упр. 国字, пиньинь guó zì, буквально: «национальное письмо»; кит. трад. 方體字, упр. 方体字, пиньинь fāngtǐzì, буквально: «квадратное письмо»; кит. трад. 元國書/字, упр. 元国书/字, пиньинь yuánguó shū/zì, буквально: «юаньское письмо») — письменность типа абугида, происходящая от тибетского письма. Её создал тибетский лама Дрогон Чогьял Пагпа (в русской литературе — Пагба-лама) для Хубилай-хана, монгольского правителя династии Юань в Китае, как единое письмо для языков всех народов, подчинявшихся династии Юань: монгольских, тибетского, китайского, санскрита и древнеуйгурского. 
Это письмо почти вышло из употребления после свержения юаньской династии минской династией, но сохранилось огромное число письменных памятников, что позволяет современным лингвистам получить представление о фонетике и развитии китайского языка и других языков региона в XIII—XIV веках.

## История

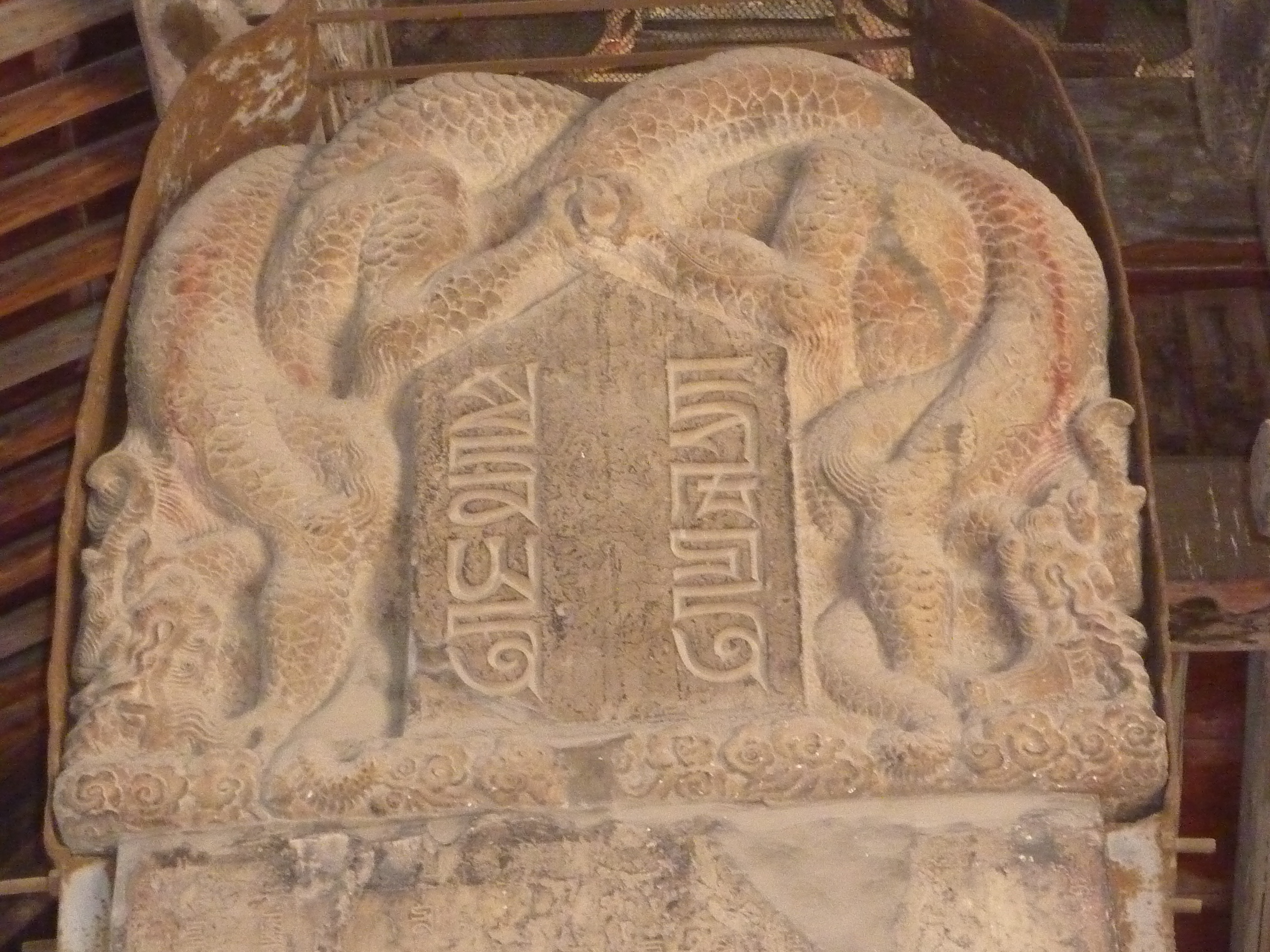
Навершие черепаховой стелы эры Дадэ в Храме Конфуция, Цюйфу, выполненной монгольским квадратным письмом

В качестве монгольского письма этого периода использовался уйгурский алфавит с небольшими изменениями, который, однако, недостаточно точно отражал фонетику монгольского языка. С созданием стабильного полиэтнического государства — империи Юань — Пекин впервые стал столицей одновременно Китая, Кореи, Тибета, Монголии, Юньнани и других регионов. В результате встал вопрос письменной коммуникации двора монголов и многонационального чиновничьего аппарата с носителями языков, которые имеют в значительной степени иную фонетику — в первую очередь, китайского.
Монгольский хан и император династии Юань Хубилай-хан обратился к своему духовному наставнику, тибетскому монаху и главе школы Сакья Пагба-ламе, с тем, чтобы тот создал новый алфавит для всей империи. Пагба обратился к индийской традиционной филологии и знакомому ему тибетскому письму и индийским письменностям на основе деванагари с тем, чтобы новое письмо стало пригодным также для китайского и монгольского языков.
Получившееся письмо было известно под несколькими названиями, в том числе «монгольское квадратное письмо».
Несмотря на происхождение письма Пагба-ламы, тексты на нём записывались не горизонтально, как тибетским письмом, а вертикально, с расположением строк слева направо, как в уйгурском и монгольском письме.
Письмо вышло из употребления после падения династии Юань в 1368 году. По мнению таких лингвистов, как Гэри Ледьярд, это письмо послужило одним из источников корейского письма хангыль.
В 20-м веке письмо Пагба-ламы также использовалось на тибетских деньгах, наряду с традиционным тибетским.

## Формы

Сравнение знаков письма Пагба-ламы и хангыля

В отличие от своего предка, тибетского письма, все буквы этого письма писались последовательно (комбинация /CV/ (согласный-гласный) всегда писалась как CV, то есть знак для гласного следовал за знаком для согласного, в отличие от тибетского и многих индийских письменностей, где этот принцип нарушался) и в строке (то есть знаки для гласных не были диакритическими). Тем не менее знаки для гласных, как и в письме-предке, имели отдельные начальные формы (в отличие от обозначений гласных в открытых слогах, начинавшихся на согласный); таким образом, письмо Пагба-ламы является классической абугидой. Как и в тибетском языке, краткое /a/ писалось только в самом начале слова. Буквы слогов в письме писались слитно, образуя силлабические блоки.
Существовал ряд графических разновидностей письменности.

## Юникод
В Юникод 56 знаков письма Пагбы были включены в версии 5.0 в диапазоне с U+A840 по U+A877 под названием Монгольское квадратное письмо (англ. Phags-pa).